# Sierpień 2011

## 29 sierpnia
- Baburam Bhattarai objął urząd premiera Nepalu. (BBC News)
- Paweł Wojciechowski został mistrzem świata w skoku o tyczce[1].

## 28 sierpnia
- KRRiTV wprowadziło 5 nowych polskich oznaczeń telewizyjnych. (ISAP)

## 27 sierpnia
- Tony Tan został wybrany nowy prezydentem Singapuru. (BBC News)

## 20 sierpnia
- W Trypolisie rozpoczęło się drugie starcie pomiędzy rebeliantami a siłami Mu’ammara al-Kaddafiego[2].

## 18 sierpnia
- Papież Benedykt XVI rozpoczął swą 20. podróż apostolską do Hiszpanii, gdzie wziął udział w XXVI Światowych Dniach Młodzieży 2011[3].
- W ataku na polski patrol w północnej części prowincji Ghazni zginął st. szer. Szymon Sitarczuk[4].

## 16 sierpnia
- W Madrycie rozpoczęły się XXVI Światowe Dni Młodzieży 2011[5].

## 15 sierpnia
- Paweł Wojciechowski ustanowił nowy rekord Polski w skoku o tyczce[6].
- Firma Google ogłosiła zamiar przejęcia spółki Motorola Mobility. (BBC News)

## 10 sierpnia
- Pierwszy chiński lotniskowiec Shi Lang rozpoczął próby morskie[7].

## 9 sierpnia
- W Australii rozpoczął się Spis Powszechny (ABC News)

## 8 sierpnia
- Yingluck Shinawatra, jako pierwsza kobieta, objęła urząd premiera Tajlandii. (BBC News)

## 7 sierpnia
- 38 osób, w tym 30 żołnierzy USA, zginęło w Afganistanie w katastrofie śmigłowca CH-47 Chinook najprawdopodobniej zestrzelonego pociskiem z granatnika przeciwpancernego (RPG). ISAF poinformowało o śmierci 25 żołnierzy służb specjalnych, w tym co najmniej 17 członków elitarnej drużyny DEVGRU Navy SEALs, 5 członków załogi, siedmiu żołnierzy afgańskich oraz tłumacza. Była to największa jednorazowa strata sił amerykańskich w Afganistanie.[8] (BBC, Wikinews)
- Manuel Pinto da Costa zwyciężył w wyborach prezydenckich na Wyspach Świętego Tomasza i Książęcej. (BBC News)
- Agnieszka Radwańska wygrała turniej tenisowy WTA na kortach w San Diego[9].

## 6 sierpnia
- W wieku 79 lat zmarł Roman Opałka, polski artysta konceptualny[10].
- W londyńskiej dzielnicy Tottenham rozpoczęły się zamieszki. (gazetaprawna.pl)

## 5 sierpnia
- W wieku 57 lat zginął śmiercią samobójczą Andrzej Lepper, polski polityk, wicepremier w latach 2006–2007. (Gazeta.pl)
- Rozpoczęła się misja bezzałogowej sondy kosmicznej Juno. (BBC News)
- Była premier Ukrainy Julia Tymoszenko została aresztowana w Kijowie[11].

## 4 sierpnia
- 36 Specjalny Pułk Lotnictwa Transportowego został rozwiązany przez nowego ministra obrony narodowej, Tomasza Siemoniaka[12].

## 1 sierpnia
- Wszedł w życie Kodeks wyborczy – ustawa regulująca wybory do Sejmu RP i do Senatu RP, wybory Prezydenta RP, wybory posłów do Parlamentu Europejskiego oraz wybory do organów samorządu terytorialnego. (Gazeta Prawna)